# Greater-Kingston-Nationalpark
Der Kingston-Nationalpark (englisch: Kingston National Park, ein provisorisch vergebener Name) ist ein Nationalpark im Südwesten von Western Australia, der 20 Kilometer östlich von Bridgetown liegt. Der 210,92 km² große Park umfasst 2049,9 km² eines Staatsforsts, drei bewaldete Reservate mit 29,4 km² und zwei sogenannte Kronlandgebiete.
Es handelt sich um ein Waldgebiet mit Jarrah- und Marribäumen. Der Park befindet sich im Wassereinzugsgebiet des Warren River.